# Izlučinsk
Izlučinsk (in russo Излучинск?) è un insediamento di tipo urbano della Russia siberiana occidentale situato nel distretto Nižnevartovskij del Circondario Autonomo degli Chanty-Mansi.
Si trova sulla riva destra del fiume Vach, 420 km (in linea d'aria) a est di Chanty-Mansijsk.